# Усень
Усе́нь (баш. Өҫән) — река в России, протекает в Республике Башкортостан. Устье реки находится у 342 км по правому берегу реки Ик. Длина реки 147 км, площадь водосборного бассейна 2460 км².
Исток расположен к северу от деревни Красная Заря.
Русло запружено возле Белебея (Комсомольский пруд).
Притоки: Агир, Бишинды, Кутузинка и др.

## Данные водного реестра
По данным государственного водного реестра России относится к Камскому бассейновому округу, водохозяйственный участок реки — Ик от истока и до устья, речной подбассейн реки — бассейны притоков Камы до впадения Белой. Речной бассейн реки — Кама.
Код объекта в государственном водном реестре — 10010101312111100028213.